# Список наград и номинаций Hurts
У Hurts есть одна номинация MTV Europe Music Awards. По одной победе в MTV Germany Movie Awards, Echo Awards, Shockwaves NME Awards, премия Бэмби. Hurts получили награду немецкой премии Musikexpress Style Award (18 октября 2010) в категории Лучший иностранный исполнитель — это была их первая награда.

## Премии MTV
Награды телеканала MTV вручаются в различных странах; основной премией является MTV Video Music Awards.

### MTV Europe Music Awards
MTV Europe Music Awards — ежегодная церемония вручения музыкальных наград, основанная телеканалом MTV Европа в 1994 году.
В 2010 году окончание церемонии EMA сопровождалось песней Hurts «Better Than Love» в качестве саундтрека.
| Дата       | Результат | Номинант | Категория   |
| ---------- | --------- | -------- | ----------- |
| 07.11.2010 | Номинация | Hurts    | Прорыв года |

### MTV Germany Movie Awards
| Дата       | Результат | Номинант                      | Категория                           |
| ---------- | --------- | ----------------------------- | ----------------------------------- |
| 07.06.2011 | Победа    | «Stay» (фильм «Соблазнитель») | Лучший саундтрек к немецкому фильму |

### ECHO Awards
Echo Awards — ежегодная музыкальная премия, организованная европейским отделом MTV.
| Дата       | Результат | Номинант | Категория                              |
| ---------- | --------- | -------- | -------------------------------------- |
| 24.03.2011 | Победа    | Hurts    | Лучший международный новый исполнитель |
| 24.03.2011 | Номинация | Hurts    | Лучшая международная группа            |

## Европейские премии

### Shockwaves NME Awards
NME Awards — ежегодное музыкальное шоу награждения, проводимое в Великобритании и основанное музыкальным журналом NME (New Musical Express).
| Дата       | Результат | Номинант      | Категория                      |
| ---------- | --------- | ------------- | ------------------------------ |
| 23.02.2011 | Победа    | Hurts         | Лучшая новая группа            |
| 23.02.2011 | Номинация | Тео Хатчкрафт | Лучший блог/твиттер группы     |
| 29.02.2012 | Победа    | «Sunday»      | Лучшее видео                   |
| 29.02.2012 | Номинация | «Sunday»      | Лучшая песня                   |
| 29.02.2012 | Номинация | Тео Хатчкрафт | Лучший блог/твиттер группы     |
| 29.02.2012 | Номинация | Hurts         | Самые преданные поклонники     |
| 27.02.2013 | Номинация | Тео Хатчкрафт | Лучший твиттер                 |
| 27.02.2013 | Номинация | Hurts         | Лучшее фан-сообщество          |
| 26.02.2014 | Номинация | Тео Хатчкрафт | Лучший блог или твиттер группы |
| 26.02.2014 | Номинация | Hurts         | Лучшее фан-сообщество          |

### UK Music Video Awards
UK Music Video Awards — ежегодная премия в области музыкального видео.
| Дата       | Результат | Номинант           | Категория                                                    |
| ---------- | --------- | ------------------ | ------------------------------------------------------------ |
| 12.10.2010 | Номинация | «Better Than Love» | Лучшее поп-видео                                             |
| 28.10.2013 | Номинация | «Exile»            | Лучший музыкальный рекламный ролик на телевидении или онлайн |

### Musikexpress Style Award
Musikexpress Style Award — проводится немецким музыкальным журналом Musikexpress.
| Дата       | Результат | Номинант | Категория                      |
| ---------- | --------- | -------- | ------------------------------ |
| 18.10.2010 | Победа    | Hurts    | Лучший иностранный исполнитель |

### Bamby Awards
Bamby Awards — немецкая телевизионная и журналистская премия.
| Дата       | Результат | Номинант | Категория     |
| ---------- | --------- | -------- | ------------- |
| 11.11.2010 | Победа    | Hurts    | Shooting-Star |

### The Bizarre Awards
The Scottish Sun — британский таблоид.
| Дата       | Результат | Номинант        | Категория        |
| ---------- | --------- | --------------- | ---------------- |
| 24.12.2010 | Победа    | «Confide In Me» | Best Biz Session |

### Xfm New Music Award
Xfm New Music Award — проводится коммерческой английской радиостанцией XFM London.
| Дата       | Результат | Номинант  | Категория                         |
| ---------- | --------- | --------- | --------------------------------- |
| 09.02.2011 | Номинация | Happiness | Лучший английский дебютный альбом |

### Fonogram Awards
Hungarian Music Awards — ежегодная венгерская музыкальная премия (также известна как «Золотой Жираф»). В настоящее время носит официальное название «Fonogram — Hungarian Music Awards».
| Дата       | Результат | Номинант  | Категория                                |
| ---------- | --------- | --------- | ---------------------------------------- |
| 02.03.2011 | Победа    | Happiness | Лучший иностранный альтернативный альбом |

### Swiss Music Awards
Swiss Music Awards — ежегодная швейцарская музыкальная премия.
| Дата       | Результат | Номинант | Категория                       |
| ---------- | --------- | -------- | ------------------------------- |
| 03.03.2011 | Номинация | Hurts    | Best Breaking Act International |

### Ultra-Music Awards
Ultra-Music Awards — белорусская музыкальная премия.
| Дата       | Результат | Номинант         | Категория                    |
| ---------- | --------- | ---------------- | ---------------------------- |
| 21.03.2011 | Победа    | «Wonderful Life» | Лучшая зарубежная песня года |

### BT Digital Music Awards
BT Digital Music Awards (DMA) — ежегодная премия в Великобритании проводимая с 2001 года, на которой раздаются награды за цифровые достижения в области музыкальной индустрии.
| Дата       | Результат | Номинант                                            | Категория              |
| ---------- | --------- | --------------------------------------------------- | ---------------------- |
| 29.09.2011 | Номинация | Don’t Let Go: Интерактивная аудионовелла на Spotify | Лучшая реклама артиста |

### Q Awards
Q Awards — ежегодная премия в Великобритании проводимая музыкальным журналом Q.
| Дата       | Результат | Номинант         | Категория    |
| ---------- | --------- | ---------------- | ------------ |
| 24.10.2011 | Номинация | «Wonderful Life» | Лучшее видео |

### Virgin Media
Virgin Media — британская музыкальная премия.
| Дата       | Результат | Номинант | Категория     |
| ---------- | --------- | -------- | ------------- |
| 13.02.2012 | Победа    | Hurts    | Лучшая группа |

### MVPA Awards
MVPA Awards — американская премия музыкальных видеоклипов, проводимая Music Video Production Association.
| Дата       | Результат | Номинант  | Категория                |
| ---------- | --------- | --------- | ------------------------ |
| 31.05.2013 | Номинация | «Miracle» | Лучшее иностранное видео |

### Bravo Otto
Bravo Otto — ежегодная немецкая музыкальная премия, основанная в 1957 году, проводимая журналом Bravo.
| Дата       | Результат | Номинант | Категория                      |
| ---------- | --------- | -------- | ------------------------------ |
| 09.06.2013 | Номинация | Hurts    | Лучший иностранный исполнитель |

## Чарты и рейтинги
| Год  | Номинированная работа/Номинант | Категория/результат                                                 | Номинатор         |
| ---- | ------------------------------ | ------------------------------------------------------------------- | ----------------- |
| 2009 | Hurts                          | Sound of... (голосование) (#4)                                      | BBC               |
| 2010 | Hurts                          | 50 лучших групп года (#18)                                          | A-ONE             |
| 2010 | Hurts                          | Исполнитель года (#2)                                               | Moskva.FM         |
| 2010 | Hurts                          | Группа года (#2)                                                    | Love Radio Awards |
| 2010 | Hurts                          | Дебют года (#1)                                                     | Look At Me        |
| 2010 | Hurts                          | Лучший новичок года (по версии читателей) (#1)                      | Popjustice        |
| 2010 | Hurts                          | 18 советов журнала (#7)                                             | NME               |
| 2010 | Hurts                          | 50 лучших новых групп года (#14)                                    | NME               |
| 2010 | Happiness                      | Топ 50 года (по версии редакции) (#36)                              | NME               |
| 2010 | Happiness                      | Топ 30 года (по версии MUZ.RU) (#1)                                 | MUZ.RU            |
| 2010 | Happiness                      | Топ 40 года (#6)                                                    | MuuMuse           |
| 2010 | Happiness                      | Топ 10 года (по версии читателей) (#4)                              | Popjustice        |
| 2010 | «Confide In Me»                | Лучший кавер. Топ 10 года (по версии читателей) (#4)                | Popjustice        |
| 2010 | «Devotion» (Hurts & Kylie)     | Лучшее сотрудничество. Топ 10 года (по версии читателей) (#1)       | Popjustice        |
| 2010 | «Devotion» (Hurts & Kylie)     | Топ 100 года (по версии MUZ.RU) (#50)                               | MUZ.RU            |
| 2010 | «Silver Lining»                | Топ 100 года (по версии MUZ.RU) (#35)                               | MUZ.RU            |
| 2010 | «Silver Lining»                | Топ 170 года (#23)                                                  | Maximum           |
| 2010 | «Blood, Tears & Gold»          | Топ 170 года (#7)                                                   | Maximum           |
| 2010 | «Better Than Love»             | Топ 170 года (#5)                                                   | Maximum           |
| 2010 | «Wonderful Life»               | Топ 170 года (#1)                                                   | Maximum           |
| 2010 | «Wonderful Life»               | Топ 50 клипов года (#33)                                            | Муз-ТВ            |
| 2010 | «Wonderful Life»               | Топ 100 клипов года (#1)                                            | Music Box UA      |
| 2010 | «Wonderful Life»               | Топ 20 года (#2)                                                    | MTV Украина       |
| 2010 | «Wonderful Life»               | Топ 3 года (#1)                                                     | Moskva.FM         |
| 2010 | «Wonderful Life»               | HOT30 года (#13)                                                    | NRJ               |
| 2010 | «Wonderful Life»               | Топ 30 года (#1)                                                    | Хит FM            |
| 2010 | «Wonderful Life»               | Топ 100 года (#9)                                                   | Радио Premium     |
| 2010 | «Wonderful Life»               | Топ 100 года (по версии MUZ.RU) (#2)                                | MUZ.RU            |
| 2010 | «Wonderful Life»               | Топ 30 года (по версии посетителей сайта) (#8)                      | MUZ.RU            |
| 2010 | «Wonderful Life»               | Топ 30 года (#1)                                                    | THESPOT.RU        |
| 2010 | «Wonderful Life»               | Топ 10 года (#2), (#5)                                              | Music Open        |
| 2010 | «Wonderful Life»               | Топ 100 года (#14)                                                  | Love Radio        |
| 2010 | «Wonderful Life»               | ЕвроХит Топ-40 года (#2)                                            | Европа Плюс       |
| 2010 | «Stay»                         | Еврохит TOP-40 года (#9)                                            | Европа Плюс       |
| 2010 | «Stay»                         | Топ 100 года (#93)                                                  | Love Radio        |
| 2010 | «Stay»                         | Топ 45 года: нерусские (#1)                                         | Афиша             |
| 2010 | «Stay»                         | Топ 25 года (#6)                                                    | THEBURNINGEAR     |
| 2010 | Тео Хатчкрафт                  | 50 самых стильных мужчин Великобритании (по версии читателей) (#23) | GQ                |
| 2010 | Тео Хатчкрафт                  | 75 самых крутых музыкантов года (по версии редакции) (#18)          | NME               |
| 2011 | Hurts                          | Лучшее выступление на фестивале Гластонбери 2011 (голосование) (#1) | NME               |
| 2011 | Hurts                          | Лучшее выступление на фестивале T in the Park 2011(#1)              | NME               |
| 2011 | Hurts                          | Группа лета 2011. Топ-20 (по версии читателей) (#1)                 | NME               |
| 2011 | Happiness                      | Лучшие альбомы прошлого года. Топ-20 (#1)                           | NME               |
| 2011 | Happiness                      | Лучшие альбомы за последние 15 лет (по версии читателей) (#)        | NME               |
| 2011 | Тео Хатчкрафт                  | Самый горячий музыкант (по версии читателей) (#7)                   | NME               |
| 2012 | Happiness                      | Лучший synthpop альбом 00-х (по версии посетителей сайта) (#10)     | SYNTHEMA          |
| 2013 | Тео Хатчкрафт                  | Самый стильный мужчина недели 04.10.13 (#7)                         | GQ                |
| 2013 | Тео Хатчкрафт                  | Самый стильный мужчина недели 25.10.13 (#9)                         | GQ                |
| 2013 | Тео Хатчкрафт                  | Самый сексуальный мужчина года (#33)                                | Glamour UK        |